# Українська фантастика: історичний і тематичний огляд
«Українська фантастика: історичний і тематичний огляд» (англ. Ukrainian Science Fiction: Historical and Thematic Perspectives) — фантастикознавча монографія канадського дослідника українського походження Волтера (Володимира) Смирніва. Над книгою автор працював кілька десятиліть, дослідження вийшло друком англійською мовою у Швейцарії в 2013 році
. Окремі розділи зі скороченнями друкувалися автором у вигляді статей в канадській та польській науковій періодиці.

## Змістовне наповнення
Аналіз творів української фантастики згруповано у блоки тем: утопія, космічні подорожі, зустрічі з прибульцями, штучні створіння, гумор в українській фантастиці та низка інших. Деякі розділи присвячено фантастичним концепціям чи окремим творам конкретних фантастів. У кінці книги поміщений додаток — вибрана бібліографія української фантастики, укладачем якої є Віталій Карацупа.
Автор прослідковує хронологічний розвиток української фантастики від її виникнення до 1990-х років. Окремий розділ присвячено провісникам фантастики в українській літературі. На відміну від аналогічних радянських досліджень книга містить значний фактичний матеріал, що висвітлює історію жанру на теренах Західної України, що перебувала у складі Польщі в 1919—1939 роках, а також розвиток фантастичної літератури у середовищі української діаспори. Володимиром Смирнівим було відкрито чи повернуто із забуття численні імена українських фантастів, на основі нових матеріалів зроблено чимало новаторських висновків щодо першості у зображенні тих чи інших фантастичних сюжетів чи тем окремими письменниками.
Українська російськомовна фантастика, а також вітчизняна фантастична література 2000-х — 2010-х років у монографії не розглядаються.

## Переклад українською мовою
Колективом ентузіастів під керівництвом бібліографа української фантастики Вячеслава Настецького та редактора-упорядника Ірини Пасько було здійснено переклад книги. В кінці лютого 2019 року в Харкові  вийшло друком перше видання цієї книги. На початку квітня 2019 року побачило світ друге видання — до книги додано три розділи. Обидва варіанти видавалися обмеженими накладами у 100 примірників.

## Видання
1. Walter Smyrniw. Ukrainian Science Fiction: Historical and Thematic Perspectives. — Bern: Peter Lang, 2013. — ISBN 978-3-0343-1323-0. — 388 s. [Архівовано 5 вересня 2019 у Wayback Machine.]
2. Володимир Смирнів. Українська фантастика: історичний і тематичний огляд [Архівовано 6 вересня 2019 у Wayback Machine.] / Координатор проекту Вячеслав Настецький; Пер. з англ. Тетяна Гребенюк, Ірина Пасько, Наташа Себастієн фон Кіртан, Сергій Тронько, Тимур Литовченко, Вячеслав Ільченко, Ірина Савюк, Тетяна Пліхневич, Юрій Газізов, Юлія Герус, Андрій Малишкін, Радій Радутний, Анна Лісецька; Дизайн обкладинки Руслана Насрутдінова. — Харків: Мачулін, 2019. — ISBN 978-617-7767-13-7. — 436 с.
3. Володимир Смирнів. Українська фантастика: історичний і тематичний огляд [Архівовано 5 вересня 2019 у Wayback Machine.] / Координатор проекту Вячеслав Настецький; Пер. з англ. Тетяна Гребенюк, Ірина Пасько, Наташа Себастієн фон Кіртан, Сергій Тронько, Тимур Литовченко, Вячеслав Ільченко, Ірина Савюк, Тетяна Пліхневич, Юрій Газізов, Юлія Герус, Андрій Малишкін, Радій Радутний, Анна Лісецька; Дизайн обкладинки Руслана Насрутдінова. — Харків: Мачулін, 2019. — ISBN 978-617-7767-26-7. — 472 с.